# 卡哈坦博省
卡哈坦博省（西班牙語：Provincia de Cajatambo），是秘魯的省份，位於該國中南部利馬大區，首府是卡哈坦博，始建於1821年2月12日，海拔高度3,376米，面積1,515平方公里，2007人口8,358，人口密度每平方公里5.52人